# اولگ کیسلیوف
اولگ کیسلیوف (روسی: Олег Викторович Киселёв؛ زادهٔ ۱۱ ژانویهٔ ۱۹۶۷) بازیکن هندبال اهل روسیه بود.